# Eduardo Avaroa (Chapare)
Eduardo Avaroa ist eine Ortschaft im Departamento Cochabamba im südamerikanischen Andenstaat Bolivien.

## Lage im Nahraum
Eduardo Avaroa ist eine Siedlung im südlichen TIPNIS-Kolonisationsgebiet im Municipio Villa Tunari in der Provinz Chapare. Die Ortschaft liegt auf einer Höhe von 231 m drei Kilometer östlich des Río Chipiriri, der flussabwärts in den Río Isiboro mündet.

## Geographie
Eduardo Avaroa liegt im bolivianischen Tiefland am Nordrand der Cordillera Oriental. Das Klima ist tropisch mit einem ausgeprägten Tageszeitenklima.
Die jährliche Durchschnittstemperatur im langjährigen Mittel liegt bei knapp 27 °C, die Monatstemperaturen liegen zwischen gut 23 °C im Juli und knapp 29 °C im Dezember und Januar (siehe Klimadiagramm Villa Tunari). Der Jahresniederschlag mit 2300 mm weist eine deutliche Regenzeit von Oktober bis April auf, mit Monatsniederschlägen zwischen 160 und 380 mm.

## Verkehrsnetz
Eduardo Avaroa liegt in einer Entfernung von 201 Straßenkilometern nordöstlich von Cochabamba, der Hauptstadt des Departamentos.
Durch das nahe gelegene Villa Tunari führt die 1657 Kilometer lange Nationalstraße Ruta 4, die das Land von Westen nach Osten durchquert. Sie führt von Tambo Quemado an der chilenischen Grenze über Cochabamba und Sacaba nach Villa Tunari und weiter über Santa Cruz nach Puerto Suárez an der brasilianischen Grenze.
Acht Kilometer östlich von Villa Tunari zweigt in einer langgezogenen Rechtskurve eine Landstraße in nordöstlicher Richtung nach Ibuelo ab, überquert den südlichen und den nördlichen Arm des Río Chapare und erreicht über Villa Fernandez und San Luis nach insgesamt zweiunddreißig Kilometern Eduardo Avaroa und führt weiter in nördlicher Richtung in das sechs Kilometer entfernte Tocopilla.

## Bevölkerung
Die Einwohnerzahl der Ortschaft ist im Jahrzehnt zwischen den beiden letzten Volkszählungen um mehr als ein Drittel angestiegen:
| Jahr | Einwohner         | Quelle       |
| ---- | ----------------- | ------------ |
| 1992 | keine Detaildaten | Volkszählung |
| 2001 | 338               | Volkszählung |
| 2012 | 467               | Volkszählung |
| 2024 |                   | Volkszählung |

Die Region weist einen deutlichen Anteil an Quechua-Bevölkerung auf, im Municipio Villa Tunari sprechen 83,5 Prozent der Bevölkerung Quechua.